# ドンキーカルテット
ドンキーカルテットは1964年に結成され、1970年まで6年間に渡って活躍したコミックバンドの一つである。このメンバーはザ・ドリフターズから独立する形で誕生した。
小野ヤスシをリーダーとしてテレビや演芸・公演などでも活躍していたが、1970年に解散する。以降はそれぞれ単独でタレントや司会者・声優として活動していた。
コミックソングの代表的なヒット曲の一つとして1970年に発売され、後に約20万枚を売り上げた『宮本武蔵』というタイトルがある。

## メンバー
祝以外は初期のザ・ドリフターズの元メンバーだった事もあり、演奏経験が豊富であった。祝が加入後に5人組 = クインテットとなったものの、グループ名は変更せずにそのまま「ドンキーカルテット」で解散するまで活動した。

### 小野ヤスシ
小野ヤスシ（1940年2月11日 - 2012年6月28日　72歳没）
鳥取県出身。メンバーのリーダーでもあり、ボーカル・ギター兼ベースを主に担当。自身のキャッチフレーズを「鳥取県が生んだ自称スーパースター」としていた。他にネタに入る際や、コントが始まる時の定番台詞になっていた「一発ぶちかましてご覧に入れます」がある。なお小野がリーダーというのは名目上のことで、メンバーとは常に対等の立場で接しており、先輩風を吹かすことも無かった。ドンキーカルテット解散後は単独でマルチタレントとしてテレビ番組の司会や、バラエティー・ドラマに出演して活躍する。代表する番組として、フジテレビ系で放送していた『スターどっきり（秘）報告』があった。晩年はアサヒ緑健のPR番組の司会や、旧知の仲で大親友でもある加藤茶・仲本工事とのコミックバンド「加トちゃんバンド」を組んで公演を行っていた。またミッキー安川とは付き合いが長く、ラジオ番組にゲスト出演したこともあった。また年末に行っていた恒例のチャリティーショーにも参加しており、親交を深めていた。2012年6月28日、腎盂がんのため死去。72歳没。グレッチ・ギター演奏の達人でもあった。

### 飯塚文雄
飯塚文雄（1940年11月23日 - 2003年3月27日　62歳没）
東京都の出身で立教大学経済学部を卒業。フィドル（バイオリン）担当。元々はジミー時田らと活動し、ザ・ドリフターズに参加していたが後に離脱。そして小野、吉田、猪熊、飯塚の4人で新たなコミックバンド「ドンキーカルテット」を結成した。ドリフに参加する以前、カジュアルスというバンドでカントリー･ウェスタンミュージックの経験があったため、この分野の造詣が深いことで知られた。ドンキーを退いた後は日本テレビ系番組『11PM』の水曜日レギュラーとして出演し、レポーターに起用されて知名度を上げた。音楽活動の方も引き続きカントリーミュージックを中心に行い、晩年は飯塚文雄&キープレンジャースを率いて活躍していた。2003年3月27日に死去した。62歳没。
新宿・歌舞伎町にカントリー音楽のライブハウスである「Liberty Bell」（リバティ ベル）を1974年に開業し、自らオーナーを務めていた。その後歌舞伎町の店は閉店し、渋谷区笹塚に移転した。飯塚の死去後も営業は継続し、縁の楽器や飯塚本人を模した看板人形・帽子などが展示され、自由に鑑賞出来た。現在は閉店している。

### ジャイアント吉田
ジャイアント吉田（1936年1月25日 - 2023年1月2日　86歳没）
東京都の出身で本名、吉田一男。ボーカル・ギター兼ベースを担当。1958年に日本大学経済学部を卒業後、ジミー時田とマウンテン・プレイボーイズに参加して活動する。いかりや長介とはその頃から旧知の仲で親友だった。しかしザ・ドリフターズが分裂した際、いかりやのワンマン体制ぶりに吉田は以前から不満を持っており、小野と共にドリフを離脱する。1970年に発売されたヒット曲『宮本武蔵』では作詞・作曲、パーカッションとリードボーカルを担当した。ギャグの受けと間合い台詞は「ひどいなぁ」である。ドンキーカルテット解散後は1973年に吉田、猪熊、祝と「シンフォニックマッド」を結成。1970年代末期に西ヒトシ・ジョニー高田ら4人のジャイアント吉田と、ブラックジャックを経て1980年代末期に5人組のジャイアント吉田とドンキーズを猪熊、やまだマサらと結成した。メンバーは流動的で活動休止した期間もあるが、猪熊の病気療養により交代してばんきんや・ニック下平らを加え、晩年まで活躍。また1973年に登場した思考系ボードゲーム『オセロ』のコマーシャルに、吉田が起用されて話題となった。2010年頃からばんきんやのバンドバンバンGと共演活動も行い、カントリーミュージックの客演や、発明家を自称していた。一時期ハワイアンのライブハウスを経営したり、千葉県鴨川市で「ラハイナ」というハワイアンスタイルのレストランを経営した（両店共に閉店）。他に自身の特技である催眠術に活路を求め、芸能界の傍ら催眠術師として執筆活動や催眠法のクリニックなど、多方面に活躍。2010年に設立された一般財団法人日本催眠術協会では、理事長を務めている。なお、一時期ミスター・マリックの裏方で参加していた。
吉田は「ジャイアント」という芸名で大柄を想像させたが、実際は小柄の体格だった。
若い頃は武術に励んでいたために禅・瞑想・気・催眠へと関心を持つことになるが、元々は太気拳の澤井健一の初期（3番目）の門下生である。本人曰く「僕は芸能活動よりも、武道の方が関わりは長いんですよ」と語っており、2014年から活動しているインド王族武術(日本宗家)である「Team DATE」の名誉顧問を務めていた。2024年1月2日よりTeam DATEが、吉田流太気拳 正統の後継団体になったと正式に発表された。
2023年1月2日に死去、86歳没。吉田の死去によりドンキーカルテット結成時のメンバーおよび、ザ・ドリフターズ出身のメンバーは全員が他界した。

### 猪熊虎五郎
猪熊虎五郎（いのくま とらごろう、1932年 - 2001年11月4日　68-69歳没）
熊本県の出身で本名・吉岡弘。バイオリン・キーボード兼ベースを担当。熊本工業高校を卒業する。元々は1963年よりザ・ドリフターズで活躍していた。大きな体格と坊ちゃん刈りで綺麗に整った髪型をしており、常に礼儀正しく黒縁の眼鏡を掛けた姿も愛嬌があった。メンバーの中でも体格が良く目立った存在であり、時折長身な猪熊と小柄なジャイアント吉田と比較されていた。甲高い声と独特な喋りが特徴的で、彼の個性かつ素質でもあった。話し始めると少し惚けた表情と、その奇妙な面白い声を聞いて笑い出す人もいた。ドンキーカルテット解散直後の1970年から、後に日本全国酒飲み音頭がヒットしたバラクーダーを結成する岡本圭司がバンドを継承し、リーダーとなった「岡本八とダスターポット」に祝と共に途中参加。その後1973年からは単独でタレント活動を始めた小野を除いた猪熊、吉田、祝と3人で新たに「シンフォニックマッド」を結成し再活動を始めた。その後祝は加入せずに芸能界を引退したが、吉田と共に新たなコミックバンドの「ドンキーズ」にも参加している。更に個性的で斬新奇抜な声を活かして声優でも活躍した。しかし晩年は病気療養中だったため、健康面・体調面を考慮して次第にテレビや舞台の出演からは退き、不定期にバラエティ番組などにゲスト出演していた。2001年11月4日に死去、68-69歳没。

### 祝勝
祝勝（いわい まさる、1944年5月 - 80歳）
神奈川県の出身で本名・岩井勝。ベース兼ドラムを担当。日本大学在学中は学生バンドマンとして活躍する。大学卒業後にドンキーカルテットへ途中参加した。祝の定番芸は演奏中やコント、舞台進行中でもその流れを無視して自分の世界へ入ってしまい、舞台端や物陰で座り込みながら勝手に弁当を開いて食べ始めるいう自己中心的で、異質かつ不思議なことをする場面があった。その身勝手で非常識な行為を、他のメンバーに叱られるのが定番である。これは祝が最も受けた芸でもあった。ドンキーカルテット解散直後の1970年から、後に日本全国酒飲み音頭がヒットしたバラクーダーを結成する岡本圭司が、バンドを継承してリーダーとなる「岡本八とダスターポット」に猪熊と2人で途中参加。1973年から単独で活動を始めた小野を除いた猪熊、吉田、祝で「シンフォニックマッド」を結成した。解散後、吉田と猪熊が新たに「ドンキーズ」を結成したがそれには加入せず、芸能界を引退した。現在は会社経営者に転身している。
2023年1月2日にジャイアント吉田が死去したために、ドンキーカルテットのメンバーで祝が唯一の存命者である。

## 出演番組
- 大正テレビ寄席（NET）
- スターなんでも大会（読売テレビ）[41]
- ドーンと一発ぶちかませ（東京12チャンネル）
- ドンキーのナンセンス劇場→ドンキーのお笑い寄席（フジテレビ）
- テレビ爆笑10年史（フジテレビ）
- クイズ大作戦（NET）[42]
- WAッ!熊が出た!!（日本テレビ）[43]
- バスクリンファミリータイム 所ジョージのモノMONOウォーズ（日本テレビ）[44]
- プリンプリン物語（NHK総合）[45]

## ディスコグラフィー

### シングル
ドンキーカルテット
1. 男のまごころ（詞：沢ノ井龍二、曲：三好正純、編曲：川口真） / さいはての渚（詞：沢ノ井龍二、曲：三好正純、編曲：川口真）東芝TP-1581　1968年発売
2. 宮本武蔵（企画構成・作詞・作編曲：ジャイアント吉田） / 夕べ酒場で聞いたうた（詞：滝田順、曲：小杉太一郎、編曲：山田祥二）RCA（日本ビクター）JRT-1060　1970年発売
3. ドンキーの歌げんか / トン馬節（詞：京万里、曲：野々卓也）RCA（日本ビクター）JRT-1105

ジャイアント吉田とシンフォニック・マッド
1. おじいさんと遺書（詞・曲・編曲：ジャイアント吉田） / デゴイチ（D-51)（詞・曲：平出賢文、編曲：ジャイアント吉田）ビクター(RCA)JRT-1299  1973年月発売
2. 愛の告白（詞桂高丸、曲：鈴木直治、編曲：竹村次郎） / 恋人たち（詞：桂高丸、曲：鈴木直治、編曲：竹村次郎）CBSソニー SOLB
3. 洋子の港（詞：古沢かずき、曲：鈴木直治、編曲：竹村次郎） / なみだ（詞・曲：ジャイアント吉田、編曲：竜崎孝路）フィリップス（日本ビクター） FS-1858  1976年発売

### ソノシート
ドンキーカルテット
1. 音のハレンチ 耳で聞くマンガ Dryan Hallench Company（レーベル不明）HP-12　非売品　整髪料ピアス・ドライアン販促用景品　8cmディスク
2. 牧伸二だよ!!（共演盤）やんなちゃった節 / ボヨヨヨヨーンだよ!! / ボクシング小唄 / ウクレレ教室 / ヤーダ / 癪にさわるよ / やんなちゃった節（続）日本ビクター SD-103　7インチディスク 1965年発売[46]

## 「帰ってきたドンキーカルテット」について
1984年10月7日から1985年9月29日までの1年間に渡り、日本テレビで放送したレオナルド熊がメインのバラエティ番組『WAッ!熊が出た!!』で約10分間枠放送の「帰ってきたドンキーカルテット」と称したコーナーであり、小野ヤスシとジャイアント吉田が進行役を務めた。往年の音楽コントやトーク・書き下ろしの演芸を披露している。
ジャイアント吉田はYouTubeに公式チャンネルを設け、この番組を家庭用ビデオテープで放送時に録画して保存されている一部を公開した。番組放送から40年経過しているが、ビデオテープの保存状態・画質は比較的良好だった。
ドンキーカルテットのメンバーである祝勝・猪熊虎五郎の2人は都合により不定期出演だったが、カントリー・アンド・ウエスタン時代の飯塚文雄、岩倉忠ら関係深いミュージシャンにアコーディオン奏者・横森良造など、個性的なゲストが出演していた。
小野と吉田のほか猪熊、岩倉、横森にレオナルド熊。キーボードの担当にシゲ堂本、ドラムスの担当にジョニー高田。他に出雲ミノル、西ヒトシ、やまだマサ、バラクーダ、ローサリーアンサンブルなども出演している。
コント・演芸の素材は、収録された1985年頃に人気だったフリオ・イグレシアス、活動後半期のエルヴィス・プレスリーなどを取り上げた。第2回目以降の約10分間は、番組とは別々のコーナーにして小野、吉田ら出演者が様々な楽器を用いて自慢の演奏を披露し、小野の十八番芸でもある「一発ぶちかましてご覧に入れます」から始まり、ジャイアント吉田の「ひどいなぁに、自身の小さな身長に対して突っ込まれ、それをボケで交わす自虐ネタ」、猪熊虎五郎の「特徴的な裏声のような奇声」、祝勝の「舞台進行を完全に無視して、平然と勝手に食べ続ける弁当」に、メンバーが全員で「終いには仲間割れを起こし、言い争いと小競り合いで収拾が付かなくなるドタバタコント」と、その定番でもある一斗缶・金だらい芸などを復活させ、当時の懐かしいコントをほぼ忠実に再現。ゲストミュージシャンの参加から「ドンキーカルテット」を展開させた音楽コントを披露し、更にはナイトクラブやジャズ喫茶でこの演芸ショーと、エレキ・インストロメンタルバンドとしてダンス伴奏を務めていた片鱗がうかがえる。
映画出演を除き、ドンキーカルテットの全盛期時代の映像は1982年にポニーキャニオンからVHSビデオで発売された「東京ギャグ列伝〔下〕」以外はソフト化および保存されていることが少なく、当時の資料や台本なども残されてない。出来る限り音楽や会話などの雰囲気をほぼ忠実に再現、復元した「帰ってきたドンキーカルテット」では、戦後の日本芸能と1950年代の洋楽ポップス・全盛期時代である往年のコミックバンドを垣間見ることが出来るため、充実した内容になっている。

## コミックバンドの歴史と近況について
カントリーやロカビリー音楽のバンドから派生したドンキーカルテットは、いかりや長介のドリフターズから分裂する以前から、コミック・ミュージックでは新進気鋭のスタン・フリーバーグ（英語版）や、映画で底抜けコンビ、ジャック・レモン、ルイ・ド・フュネスなどを自ら研究し、前身カントリー、ロカビリーバンド時代には進駐軍関連で演奏技術を磨いた。米軍キャンプナイトクラブやディスコで、客のダンスを遮らないノンストップ演奏に楽器担当が小用など、やむを得ない事情から離れる場合には、その楽器を代理で演奏する技量も求められて、マルチミュージシャン感覚を鍛えたという。
1930年代、アメリカの影響からボードビル・ミュージックで日本ではあきれたぼういずなど、通称「ボーイズ」達が浅草六区で多くの人が話題となり活躍し、戦後そのメンバーの一人だった坊屋三郎が灘康次とモダンカンカンの助けで継続していた。ジャズや原典にあたるジャグミュージックをスパイク・ジョーンズが「冗談音楽」へ発展させ、音楽を真面目に演奏しながら茶化して聴衆を笑わせるというジョーンズの画期的な試みは、戦後日本では三木鶏郎が作家としてコミックソング・コマーシャル曲の参考にし、ジャズバンドからフランキー堺とシティ・スリッカーズに、萩原哲晶・青島幸男らとハナ肇とクレージーキャッツなどが影響を受け、その後コメディ映画・劇場舞台・ラジオ出演やテレビ出演した際にこの経験知識を生かしており、コミックソングをレコード盤などでその名曲を残した。レコード盤では流行歌・歌謡曲の扱いに、映画・テレビといった目で愉しみ増幅する楽器の擬音や調子外れな音調、すなわち音痴など音楽コントでは特徴的な演奏で表現する愉快さの大半は省略されている。
1960年代には演奏を交えてコントを行うコミック・バンドの様式が確立し、イギリスではこの流れを汲み曲芸師を伴うこともあった1962年ニール・イネスらのボンゾ・ドッグ・バンド（Bonzo Dog Band英語版）が結成、2年後マイク・マクギアらが結成したコミック・ソング中心のバンドスキャホード（The Scaffold英語版）など新しい顔ぶれも登場したが、ビートルズ、ロック音楽台頭にエンターテイメントの多様化も顕著で、映像のTVが中心の時代に入り、日本では寄席舞台やラジオで活躍していた三味線など楽器を持った漫才師たちと演歌・浪曲・講談といったものを取り入れた歌謡漫談の玉川カルテット・横山ホットブラザーズなどがTV映像を意識した演術を模索すると、欧米の流行を取り入れて洋楽とその演芸を得意としたドンキーカルテットのようなコミックバンドが出演する機会を減らし、都市部のナイトクラブや大型キャバレーなど、時には外国人を相手にした夜の舞台も時代変化によるプログラムの変更や、閉業で演奏出来る場所も次第に減少していく流れとなる。
後に登場したビジーフォー元メンバーのモト冬樹は2012年のインタビューで「今の日本で音楽コントを披露出来る正統なコミックバンドは、もう存在しないでしょうね」と自身の近況を踏まえながら語っていた。テレビのバラエティー番組の増加を始め、その内容の充実・変化などから全体的に専門のコミックバンドは現在も衰退傾向である。

## 参考資料
- 東京ギャグ列伝〔下〕フォーマット・VHSテープ　ASIN: B000064N3I　 販売ポニーキャニオン　発売1992年10月21日
- 昭和達人芸大全〜笑芸・喜芸・すっとこ芸 フォーマット・DVDボックス　ASIN: B00008BDJ 発行NHKソフトウェア・販売ポニーキャニオン　発売2003年3月19日 NHK番組1991年放送「爆笑！コント大集合」出演ドンキーズ（ジャイアント吉田、猪熊虎五郎、ばんきんや参加）※解説文、メンバー紹介、データ表記無し